# رينيه-جان كلوت
رينيه جان كلوت (بالفرنسية: René-Jean Clot)‏ ولد في بن شكاو بالجزائر في 19 يناير 1913، وتوفى في كليرمون فيران في نوفمبر 1996. وهو كاتب فرنسي. حصل على جائزة رينودو الأدبية عام 1987.